# Betriebszentrale (DB InfraGO)

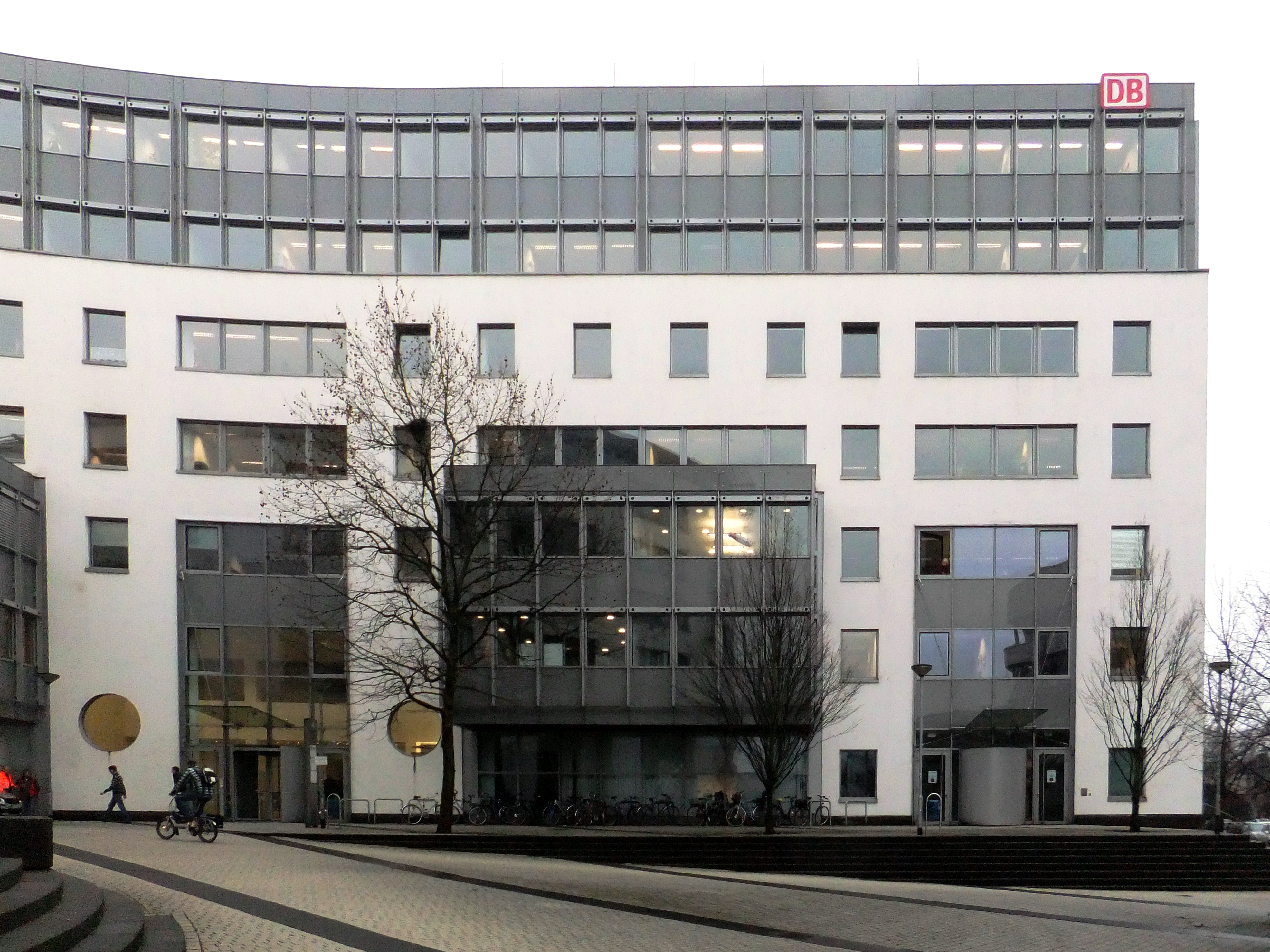
Das Gebäude in Frankfurt am Main, in dem die Betriebszentrale des Regionalbereichs Mitte sowie die Netzleitzentrale untergebracht sind.

Die Betriebszentrale (BZ) ist Teil eines noch in Erweiterung befindlichen, integralen Systems der DB InfraGO, das den Bahnbetrieb am jeweiligen Sitz der sieben Regionalbereiche in Bezug auf Steuerung, Sicherung und Disposition konzentrieren soll. Voraussetzung dafür sind fernsteuerbare Stellwerke wie elektronische Stellwerke (ESTW), deren Technik das Einstellen der Fahrstraßen für Züge und Rangierfahrten über große Entfernungen hinweg ermöglicht.
In der Betriebszentrale laufen auch im Notfall alle Fäden zusammen. Die integrierte Notfallleitstelle verständigt alle relevanten Institutionen wie Feuerwehr, Polizei, Bundespolizei und Technisches Hilfswerk sowie den Notfallmanager.
In jeder der Betriebszentralen steht darüber hinaus eine Betriebssimulation zur Aus- und Weiterbildung von Mitarbeitern an den ESTW zur Verfügung.

## Hintergrund

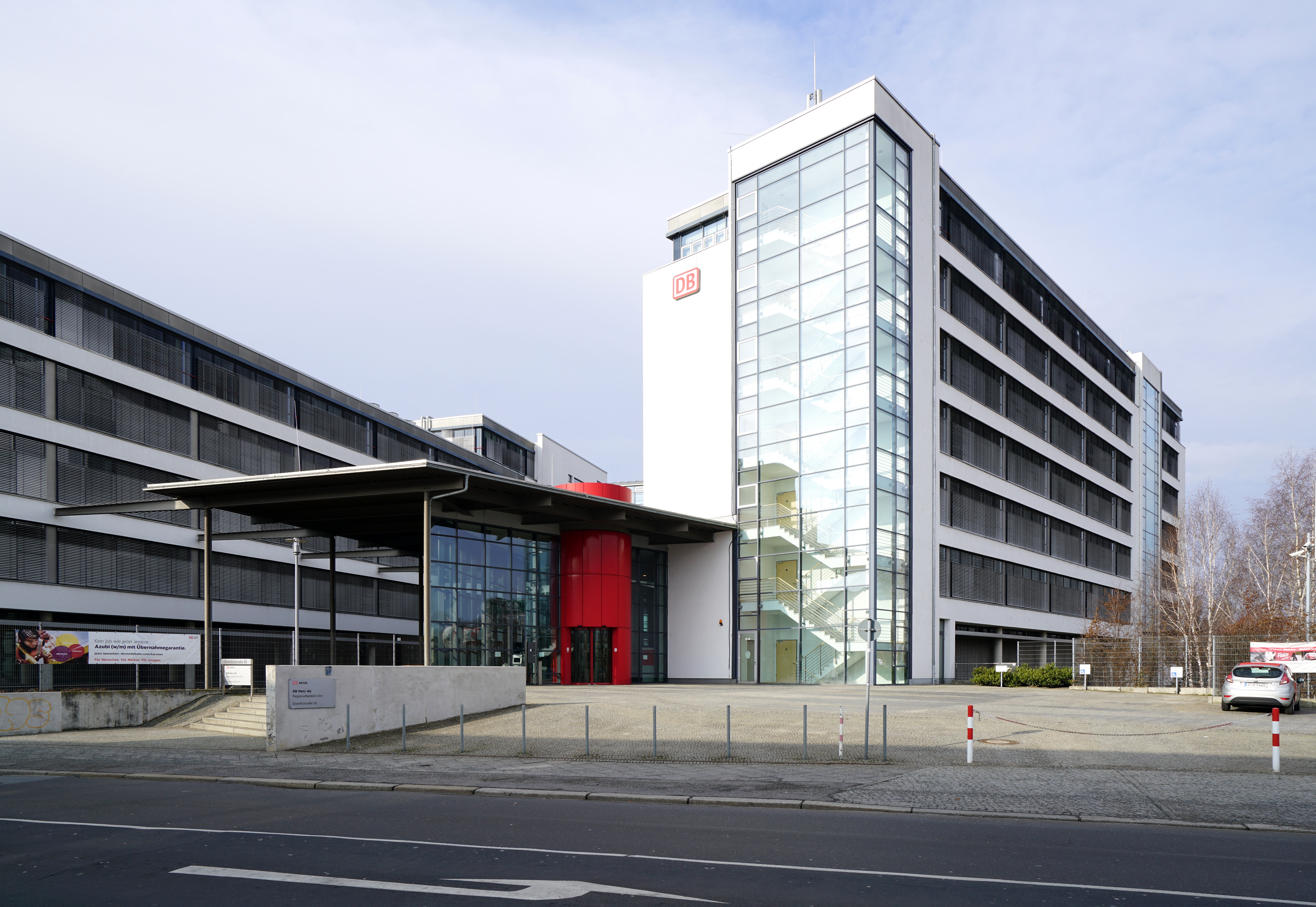
Betriebszentrale des Regionalbereichs Ost (Fernbahn) der DB InfraGO in Berlin-Pankow

Historisch war die Steuerung und Sicherung des Bahnbetriebes Aufgabe der Fahrdienstleiter in den Stellwerken der einzelnen Betriebsstellen. Zusätzlich sorgte die für einen größeren Bereich zuständige Betriebsleitung für einen flüssigen Betriebsablauf. Deren Disponenten waren den Fahrdienstleitern gegenüber weisungsberechtigt. Bis Ende der 1990er Jahre gab es dafür bei der Deutschen Bahn noch 15 regionale Betriebsleitungen, jeweils am Sitz der ehemaligen Bundesbahn- bzw. Reichsbahndirektionen. Die überregionale Disposition des Zugverkehrs oblag bis 1997 den beiden zentralen Betriebsleitungen in Mainz (DB) und in Berlin (DR).
Während die überregionale Disposition des Bahnbetriebes heute in der Netzleitzentrale in Frankfurt am Main, der Nachfolgeorganisation der beiden zentralen Betriebsleitungen, angesiedelt ist, sind die regionalen Dispositionsaufgaben der Betriebsleitungen auf die Betriebszentralen übergegangen. Für die etwa 24.000 km des sogenannten Fern- und Ballungsnetzes werden die Aufgaben der Steuerung, Sicherung und Disposition des Bahnbetriebes im Netz der Deutschen Bahn AG in den sieben Betriebszentralen Berlin (Fernbahn im Ortsteil Pankow), Duisburg, Frankfurt am Main, Hannover, Karlsruhe, Leipzig und München konzentriert. Örtlich zuständige Fahrdienstleiter und Disponenten, auch die der Leitstellen und Transportleitungen von DB Fernverkehr, DB Regio und von DB Cargo steuern, sichern, überwachen und betreuen hier den Bahnbetrieb in enger Koordination und Kooperation.
Einen Sonderfall stellt die S-Bahn Berlin dar mit einer eigenen Betriebszentrale in Berlin-Halensee, die nur für das S-Bahn-Netz in Berlin zuständig ist. Mit ihnen zusammen arbeiten die mit der Überwachung, Instandhaltung und Entstörung technischer Fahrwegeinrichtungen betrauten Fachdienste, die ebenfalls der Betriebszentrale zugeordnet sind.
Strecken überwiegend regionaler Bedeutung, die in Regionalnetzen zusammengefasst sind, werden im Regelfall nicht aus Betriebszentralen bedient.

## Geschichte
Das Konzept der Betriebszentralen ging aus den Rechnerunterstützten Zugüberwachungen (RZü) der Deutschen Bundesbahn und der Rechnergestützten Dispatcherzentralen (RDZ) der Deutschen Reichsbahn hervor. Rechnergestützte Zugüberwachungen sollten an jedem Direktionsstandort eingerichtet werden und wurden letztlich an acht Standorten (Berlin, Erfurt, Hamburg, Hannover, Köln, Frankfurt/Main, Karlsruhe und Nürnberg, später nach München umgesiedelt) umgesetzt.
Als erster aus einer Betriebszentrale heraus gesteuerte Streckenabschnitt im Netz der Deutschen Bahn ging im Dezember 1995 der ausgebaute, 103 km lange Abschnitt zwischen Werder (Havel) und Magdeburg in Betrieb. Damit wurden 37 Stellwerke und 210 Mitarbeiter eingespart. Die DB hatte die Planungsgesellschaft Bahnbau Deutsche Einheit am 3. November 1993 mit der Planung einer Betriebszentrale beauftragt. Im Juli 1994 folgte der Auftrag, die erste Ausbaustufe der Betriebszentrale bis Dezember 1995 zu realisieren. Die Betriebszentrale Magdeburg ging am 17. Dezember 1995 in Betrieb. Sie steuerte zunächst zwei ESTW. 1996 regelte sie den Zugverkehr auf 256 km Länge.

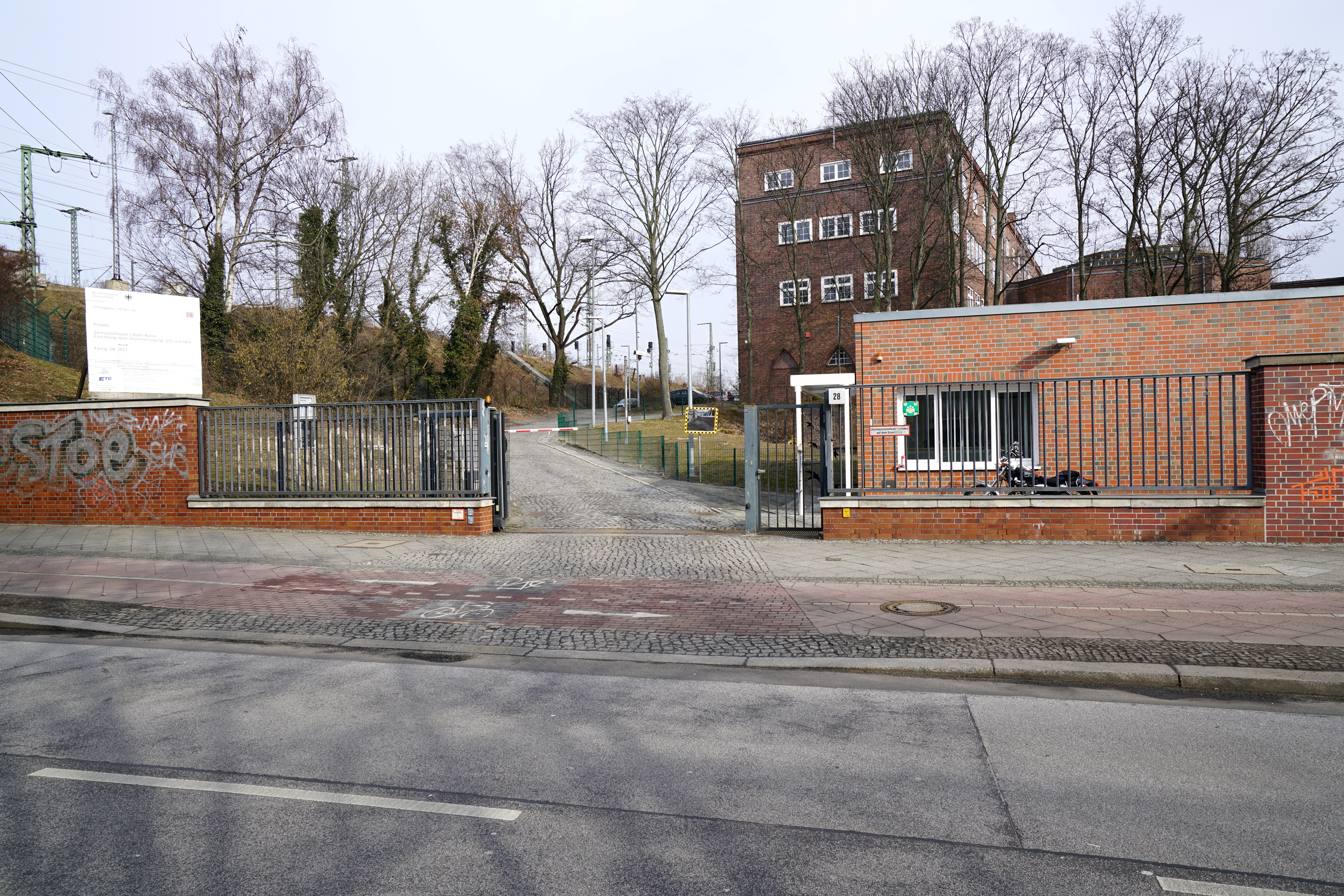
Betriebszentrale der DB InfraGO für die S-Bahn Berlin in Berlin-Halensee: Diese Betriebszentrale (früherer Name: „Zentralstellwerk“) ist die einzige Betriebszentrale in Deutschland, die ausschließlich für den Betrieb einer S-Bahn verantwortlich ist.

Ende 1997 (nach anderen Angaben 1998) beauftragte die Deutsche Bahn das Konsortium BZ 2000, bestehend aus den Firmen Alcatel SEL, Vossloh und Siemens, bundesweit sieben Fernbahn-Betriebszentralen sowie eine Betriebszentrale für die S-Bahn Berlin aufzubauen.
Im Mai 1999 ging am Pfarrer-Perabo-Platz die Betriebszentrale Frankfurt am Main in Betrieb. Sie disponiert im Regionalbereich Mitte der DB InfraGO täglich 6400 Züge auf 3685 Streckenkilometern (Stand: Mai 2009). Zur Betriebsaufnahme waren in der BZ Frankfurt rund 120 Mitarbeiter beschäftigt, Anfang 2009 waren es rund 225. Der erste Steuerbereich war der Knoten Frankfurt am Main, heute (Stand: Anfang 2009) sind es zwölf Steuerbezirke. Zuvor, ab Ende September 1998, wurden in einer Vorstufe bereits elf Stellwerke im Knotenbereich Frankfurt ferngesteuert (Bahnhofsbereich Frankfurt (Main) Hauptbahnhof), die zuvor durch das Zentralstellwerk am Hauptbahnhof Frankfurt am Main gesteuert worden waren. Dabei war geplant, bis etwa 2010 alle Strecken in Hessen aus der Betriebszentrale zu steuern.
Die Betriebszentrale Leipzig ging am 27. November 1999 in Betrieb. Mit über hundert Arbeitsplätzen gilt sie (Stand: 2005) als die größte Betriebszentrale. Ihr unterliegen 13 Steuerbezirke in Sachsen, Sachsen-Anhalt, Thüringen und Teilen von Brandenburg (Stand: April 2014). Aus der Betriebszentrale Leipzig werden unter anderem die Knoten Leipzig Hauptbahnhof, Dresden Hauptbahnhof, Magdeburg Hauptbahnhof, Erfurt Hauptbahnhof, Chemnitz Hauptbahnhof und Halle (Saale) Hauptbahnhof gesteuert.
Im selben Gebäude ist die Zentrale Schaltstelle zur Steuerung und Überwachung des knapp 6000 km langen Oberleitungsnetzes der DB-Netz-Niederlassung Südost untergebracht.
Ebenfalls 1999 ging die Betriebszentrale Hannover in Betrieb. Seit Dezember 2001 nimmt sie eine Notfallleitstelle auf. Aus der Betriebszentrale Hannover steuerten rund 240 Mitarbeiter Ende 2009 neun Stellwerke fern, darunter Hannover Hauptbahnhof, Braunschweig Hauptbahnhof, Bremen Hauptbahnhof, Lübeck Hauptbahnhof und Kiel Hauptbahnhof.
Auch die Betriebszentrale Duisburg ging 1999 in Betrieb. Sie ging aus den ehemaligen Betriebsleitungen der Bundesbahndirektionen Köln und Essen hervor. 250 Mitarbeiter bedienen von hier aus 15 ESTW in Nordrhein-Westfalen (Stand: 2009).
Bis Ende 1999 wurde an allen acht Standorten die Grundfunktionalität in Betrieb genommen.
Die Betriebszentrale München wurde 2001 in Betrieb genommen und ist in einem kreisrunden Gebäude an der Donnersbergerbrücke untergebracht. Durch die auf mehreren Ebenen im Rund angelegten Arbeitsplätze soll die direkte Kommunikation der Mitarbeiter möglich sein. Von der BZ München werden 2016 täglich etwa 11.000 Züge gesteuert.
Das Gesamtsystem BZ 2000 wurde in mehreren Schritten eingeführt. Zunächst, 1999, wurden die Zugüberwachungen und Dispatcherzentralen flächendeckend ersetzt. Im Jahr 2003 wurde das Verfahren Fahrplan eingeführt, in dessen Rahmen die Pflege der Fahrpläne übernommen wurde. Ende 2004 wurde schließlich das Verfahren Zugdisposition eingeführt. Für die Betriebszentralen hatten bis 2004 rund 130 Softwareentwickler mehr als fünf Millionen Zeilen Quellcode entwickelt.
Später begann die Einbindung erster Relaisstellwerke in die Betriebszentralen. Dazu wurden spezielle Schnittstellen entwickelt.
Mitte 2017 wurde durch die damalige DB Netz AG bekanntgegeben, dass aufgrund der Weiterentwicklung der technischen Rahmenbedingungen (siehe digitale Stellwerke) und der Erfahrungen mit den bestehenden Betriebszentralen eine neue Betriebssteuerungsstrategie umgesetzt werden soll. Neben den bestehenden Betriebszentralen sollen künftig etwa 100 kleinere Steuerzentralen mit jeweils 6 bis 20 Bedienplätzen aufgebaut werden. Durch die Zusammenfassung der Steuerzentralen mit Technikstandorten und die Zusammenarbeit mit den Regionalnetzen erhofft man Synergieeffekte bei der Instandhaltung.

## Auswirkungen
Mit den Betriebszentralen hofft DB InfraGO nicht zuletzt, die laufenden Kosten des Betriebes zu senken. Ob dieser Effekt jedoch wie erwartet eintritt, ist in der Fachwelt teilweise umstritten. Der Einsparung von Personal und den Vorteilen der Konzentration der Kräfte stehen hohe Kosten (beispielsweise für die Errichtung und Instandhaltung der Technik) und mangelnde Präsenz in der Fläche gegenüber. Im Störungsfall können sich so längere Entstörzeiten ergeben.
Nach dem Verkauf des BASA-Netzes, über das die Datenkommunikation der Betriebszentralen mit den Stellwerken anfangs abgewickelt wurde, fielen für die Dauerbelegung der Leitungen zunächst hohe Kosten an, sodass die Fernsteuerung teurer als bei örtlich besetzten Betriebsstellen ausfiel. Im Jahr 2002 kaufte die Deutsche Bahn das Netz zurück und betreibt es seitdem selbst.
Vorteile ergeben sich hingegen beispielsweise auch für Strecken, die im ortsgestellten Betrieb aufgrund hoher Personalkosten eine nächtliche Betriebsruhe hatten. Sie können nach dem Anschluss an die Zentrale ohne erhebliche zusätzliche Kosten auch für nächtliche Umleitungen oder Nachtgüterverkehr genutzt werden.
Bei einem Ausfall der Betriebszentrale, zum Beispiel aufgrund Evakuierung wegen Kampfmittelbeseitigung in der Nähe der BZ, kann die Steuerung der normalerweise aus der BZ gesteuerten ESTW-Unterzentralen von Notbedienplätzen am Standort der jeweiligen Unterzentrale übernommen werden. Im Fall der Betriebszentrale Leipzig ging DB Netz 2020 davon aus, dass dies zu einer Reduzierung der Steuerungskapazitäten in Knotenbahnhöfen von 50 % führen würde, so dass Zugfahrten und Rangierfahrten reduziert werden müssten.
Per Bescheid vom 25. Februar 2010 verpflichteten Eisenbahn-Bundesamt und Bundesnetzagentur die Deutsche Bahn, ihre Betriebszentralen mit Wirkung ab 1. September interessierten Wettbewerbern zu öffnen, nachdem diesen zuvor der Zugang zu den Betriebszentralen verwehrt worden war. Dadurch sollen insbesondere bisherige Wettbewerbsnachteile der DB-externen Eisenbahnverkehrsunternehmen begrenzt werden. Gleichzeitig stellte die Bundesnetzagentur fest, dass die damalige DB Netz AG verpflichtet ist, nach § 14c AEG unangekündigte Amtsermittlungen zur Überprüfung, ob derartige Ungleichbehandlungen vorliegen, zu dulden und nicht zu behindern. DB Netz und die Eisenbahnverkehrsunternehmen der DB hatten gegen diesen Bescheid zunächst Widerspruch eingelegt, diesen später jedoch wieder zurückgezogen.

## Betriebszentralen in anderen Ländern
Die Schweizerischen Bundesbahnen betreiben vier Betriebszentralen, aus denen im Endausbau das gesamte SBB-Netz gesteuert werden soll. Im Mai 2010 wurde die BZ West in Lausanne eröffnet, im Dezember 2010 folgte die BZ Ost am Flughafen Zürich sowie schließlich die BZ Süd in Pollegio im April 2014. Als letzte wurde die BZ Mitte im November 2014 in Betrieb genommen, sie befindet sich in Olten. Eine weitere, die BZ für die Lötschberg-Simplon-Achse, betreibt die BLS in Spiez. Das Rail Control Center der Rhätischen Bahn ist in Landquart,
die Betriebszentrale der Schweizerischen Südostbahn in Herisau, diejenige der Appenzeller Bahnen in St. Gallen. Die Betriebszentren der Montreux-Berner Oberland-Bahn sind in Montreux und Zweisimmen.
Die Österreichischen Bundesbahnen schufen zwischen 2005 und 2015 fünf Betriebsführungszentralen (BFZ) in Innsbruck, Salzburg, Wien-Stadlau (seit 2024 an diesem Standort), Villach und Linz. Außerdem wurden vier redundante „Ausfall-Betriebsführungszentralen“ errichtet: für die BFZ Innsbruck in Wörgl, für die BFZen Linz und Salzburg gemeinsam in Attnang-Puchheim, für die BFZ Wien am Hauptbahnhof und für die BFZ Villach im Bahnhof Spittal-Millstättersee. Von dort aus kann jeweils der gesamte BFZ-Bereich der jeweiligen Haupt-BFZ oder auch bloß Teile davon gesteuert werden.
In der Tschechischen Republik entstand bei der tschechischen Správa železnic am 1. Januar 2011 die erste Betriebszentrale „CDP Přerov“, die z. Z. den Betrieb auf 520 km Eisenbahnstrecken bedient, und am 1. Februar 2016 wurde die zweite Betriebszentrale in Prag-Libeň in Betrieb genommen, in der Ende 2016 109 Streckendispatcher und 36 Operateure für 2200 km Strecke zuständig sein sollen.
Network Rail betreibt zwölf „Rail Operating Centres“ in Großbritannien.